# Museo Naval de Iquique
Museo Naval de Iquique es un museo chileno fundado en 20 de mayo de 1983 y construido en el antiguo edificio de la Aduana peruana de 1871, ubicada en Iquique, Región de Tarapacá, Chile. Su rol en la sociedad es mantener y conservar los principales elementos históricos que tienen relación con el principal acontecimiento acaecido en el siglo pasado en su bahía, el Combate Naval de Iquique durante la Guerra del Pacífico. El edificio que lo alberga es monumento nacional en la categoría de Monumento Histórico, en virtud del Decreto Supremo 1559 del 28 de junio de 1971.
Actualmente se mantiene con una muestra temporal en una de las salas del Museo Militar Tarapacá, debido al incendio que afecto al edificio de la Aduana de Iquique en el año 2015.[cita requerida]

## Edificio

### Historia
Este Monumento nacional fue construido en 1871 como oficina del gobierno peruano y aduana, llamado Prefectura Provincial del Tarapacá, y siendo conocido inicialmente como el Palacio Rimac. Arturo Prat, el 5 de abril de 1879, se presentó en este edificio para anunciar el bloqueo, por parte de naves chilenas, del puerto. Estuvieron prisioneros los sobrevivientes de la "Corbeta Esmeralda", luego del Combate Naval de Iquique el 21 de mayo de 1879, de donde fueron rescatados de las aguas por embarcaciones del Monitor Huáscar. Frente al edificio permanecieron por algunas horas los restos del Capitán de Fragata, Arturo Prat Chacón, comandante de la Esmeralda.

### Arquitectura
Este es un edificio de estilo clásico colonial, como el que se estilaba en la América hispánica en la mitad del siglo XVIII, debido a la influencia neoclásica de la Península. Es de una forma rectangular, de dos pisos y un patio interior rodeado con corredores de dos niveles. El segundo nivel está cubierto de un techo aéreo sobre estructura de cuatro faldones que sobresalen del nivel de la azotea. El edificio está coronado en el eje del zaguán de entrada por un mirador octogonal de tabiquería estucada. Desde este zaguán una escalera cuyo primer tramo es de mármol conduce al segundo piso. En los costados norte y este se encuentran grandes bodegas construidas con vigas de pino oregón. Al costado está también el museo naval que recuerda el Combate Naval de Iquique.

## Museo

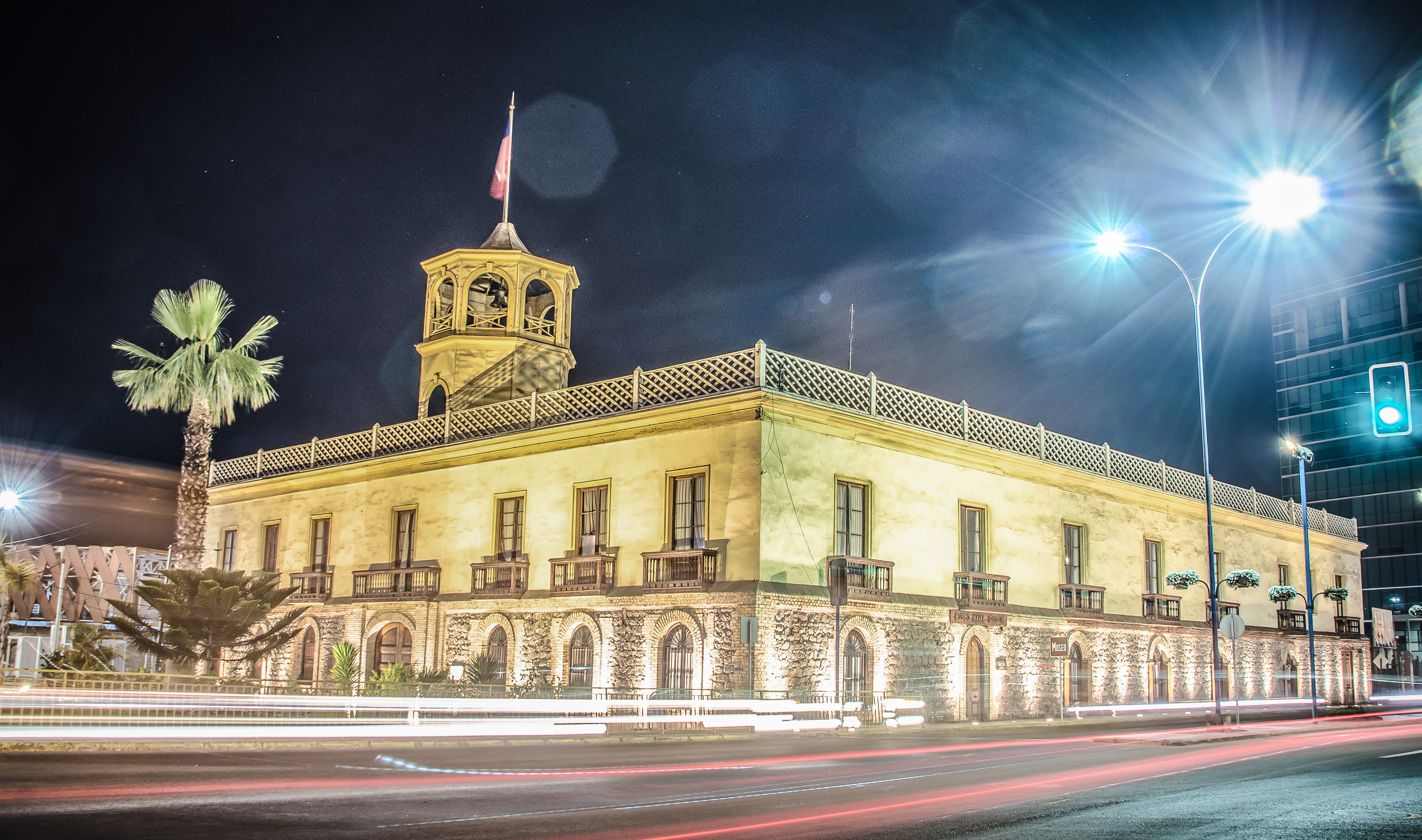
Vista nocturna del Museo Naval de Iquique.

El museo fue fundado por la Armada de Chile el 20 de mayo de 1983, y se conservan los acontecimientos relacionados con los acontecimientos patrióticos de la Armada. Se puede tener acceso a diversos antecedentes tangibles y visuales de la historia naval, los cuales son parte de un catastro inventarial compuesto por piezas de incalculable valor, que entregan antecedentes de la corbeta Esmeralda, así como del combate naval de Iquique y combate naval de Punta Gruesa. Es visitado diariamente por turistas y estudiantes, en el horario de martes a sábado de 10:00 a 13:00 horas. El 2011, ejecutivos de Zofri S.A., realizaron una donación al museo, de una suma de 3.5 millones de pesos, que fueron considerados para restaurar el piso original del edificio, que es de pino oregón y posteriormente vitrificado. El aporte fue materializado por el gerente general, Eugenio Cortés, en una reunión que sostuvo con el director del museo, el Capitán de Corbeta Gonzalo Pereira.

### Colección

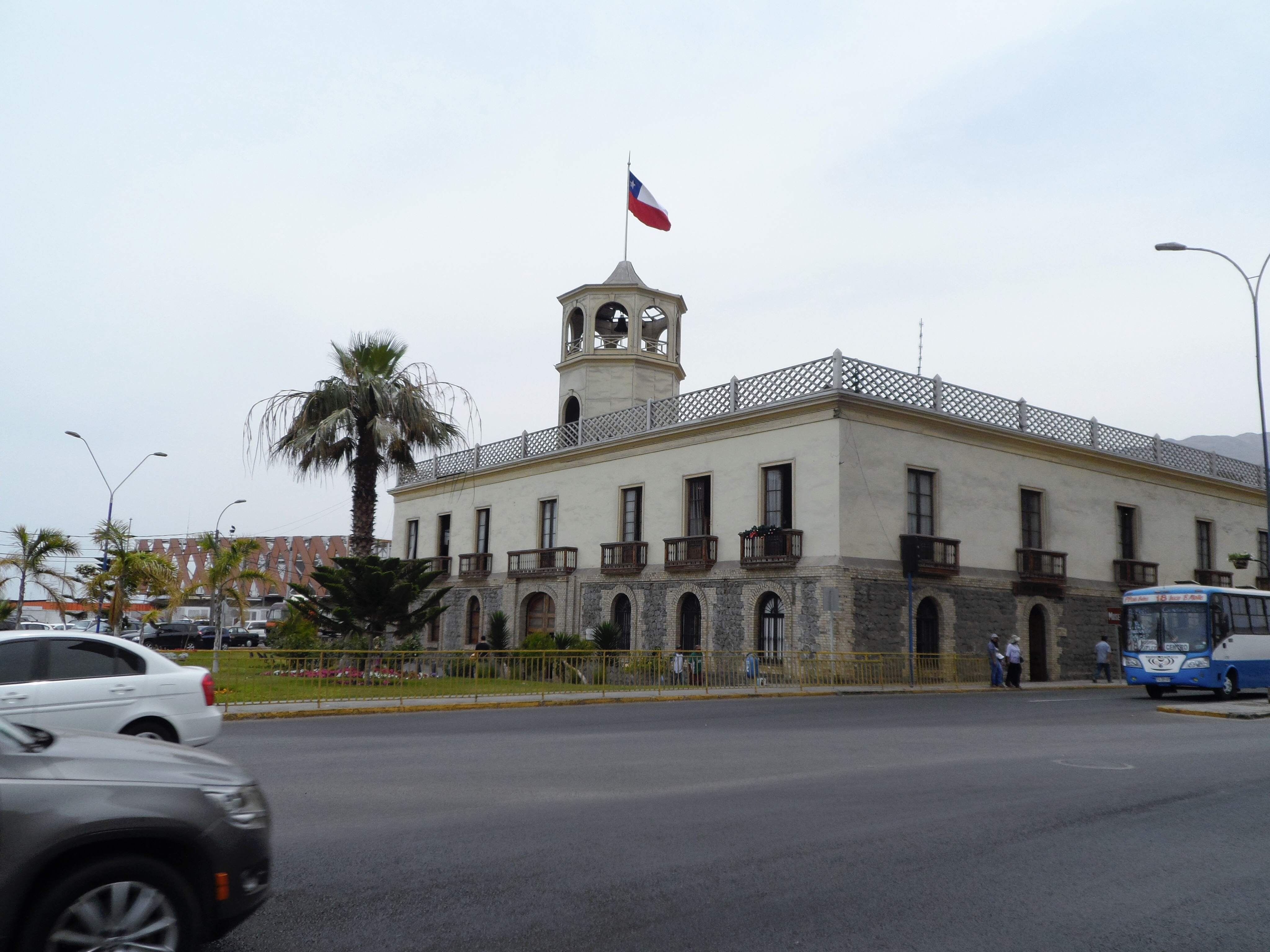
Vista panorámica del Museo Naval de Iquique.

En este museo donde se relatan los acontecimientos del 21 de mayo, es decir, el Combate naval de Iquique y Punta Gruesa. Estos combates están materializados por dos maquetas a escala, que muestran cada una de las fases del combate, donde se describen también las características de los navíos y sus movimientos dentro de la bahía. También cuenta con vitrinas con partes de la Esmeralda rescatadas del naufragio, así como uno de los 16 cañones de 40 libras que eran parte de la artillería de la corbeta, y las granadas que este cañón disparaba.
Está también la baranda de madera, carcomida por la humedad y la broma, que es el puente de mando desde donde Prat pronunció su emblemática arenga a la tripulación. La longitud de esta baranda corresponde a la manga, o ancho, del castillo de popa. Otra pieza de invaluable valor en el museo es la carroza porta lona que protegía la parte interna del buque de la lluvia y la intemperie. También se conservan los utensilios cotidianos de la tripulación como platos, servicios, una olla sopera, vasos, pelela y algunos frascos de botica herméticamente cerrados que aún conservan líquidos y aire del siglo XIX. La mayoría de estos objetos fueron traídos a la superficie en 1978.
También se hacen muestras del blindado Independencia, que tenía como comandante al Capitán de Navío Guillermo Moore, hundido en el Combate de Punta Gruesa. Se aprecia una secuencia fotográfica de la vida de Arturo Prat, y de elementos rescatados de la Esmeralda hundida. Hay también munición mayor y menor de la corbeta Esmeralda. Este Museo dispone de un Patio Histórico Base Naval, donde se exhiben cañones usados por la Armada de Chile y cañones de la fragata blindada peruana Independencia de la Guerra del Pacífico.

## Incendio
El 27 de febrero de 2015 ocurrió un incendio al interior del inmueble. El siniestro comenzó alrededor de las 22:00 horas, cuando empezó a distinguirse la presencia de humo en el edificio, a donde acudieron de inmediato las Compañías de Bomberos de Iquique. Los mayores inconvenientes los sufrió la parte de la ex Aduana, que por el fuego se destruyó la techumbre y parte importante de la fachada, el que, según Bomberos, alcanzó un 70%. Tras las primeras evaluaciones se habla de una posible falla eléctrica. El museo no sufrió mayores problemas ni perdidas de material patrimonial, sufriendo solo problemas por la acción del agua. Desde entonces el Museo Naval de Iquique funciona en las instalaciones del Museo Militar.[cita requerida]